# El ferri de Hong Kong
El ferri de Hong Kong (títol original: Ferry to Hong Kong) és una pel·lícula britànica de melodrama/aventures de 1959 dirigida per Lewis Gilbert i protagonitzada per Curt Jürgens, Sylvia Syms, Orson Welles i Jeremy Spenser. Està doblada al català.

## Argument
Mark Conrad, un alcohòlic habitual i busca-bregues amb un passat ombrívol, és expulsat per la policia de Hong Kong. L'han enviat a Macau amb el Fa Tsan, un ferri propietat del capità Hart. Els papers de Conrad estan fora de servei i Macao li nega l'entrada. Incapaç de baixar a terra, en Conrad és un passatger permanent del ferri amb Hart, que el detesta. Tot és un viatge llarg i mandrós per a Conrad fins que un viatge fatídic quan una trobada amb un tifó i uns pirates l'obliga a triar entre la vida d'un vagabund sense rumb i tornar-se a convertir en un home.

## Repartiment
- Curt Jürgens com Mark Bertram Conrad
- Orson Welles com Capità Cecil Hart
- Sylvia Syms com Miss Liz Ferrers
- Jeremy Spenser com Miguel Henriques
- Noel Purcell com Joe Skinner
- Margaret Withers com Miss Carter
- Roy Chiao com Johnny
- Milton Reid com Yen

## Producció

### Desenvolupament
La pel·lícula es va basar en una novel·la de 1957 de Simon Kent (Max Catto). Lewis Gilbert comentava que els drets de la pel·lícula eren propietat de Sydney Box, que li va oferir la pel·lícula; Gilbert va acceptar sempre que tingués un control creatiu complet. "Probablement era una mica egoista en aquell moment", va dir Gilbert. "Havia tingut sis pel·lícules que van tenir molt èxit". Box no va tenir res a veure amb la pel·lícula final, que va ser finançada per Rank.
La pel·lícula va ser una d'aquelles pel·lícules fetes per Rank per atreure el mercat internacional, que implicava rodatge en color i localització. Rank havia racionalitzat el seu braç de producció cinematogràfica, disminuint la producció general però invertint més diners en un cert nombre de pel·lícules. El president de Rank , John Davis, va dir: "És vital que es doni el màxim estímul econòmic possible a la realització de pel·lícules importants: per aquestes el públic pagarà amb molt de gust. L'èmfasi es posarà en la pel·lícula més cara i important".

### Càsting
L'agost de 1958 Rank va anunciar que faria una versió cinematogràfica protagonitzada per Peter Finch. El mes següent es va informar que la pel·lícula seria protagonitzada per Burl Ives i Finch. Gilbert va dir que les estrelles serien Finch com a vagabund i Curd Jürgens com a capità del vaixell, amb Sylvia Syms com a professora de l'escola. (Algunes pel·lícules de Rank tenien estrelles alemanyes en aquesta època, ja que el mercat alemany es considerava molt important). Gilbert afirmava que Finch llavors va tenir "alguna mena de disputa" amb John Davis que va treure a Finch de la pel·lícula. Davis va veure Orson Welles a El llarg i càlid estiu i "es va enamorar d'ell" i va insistir que Welles protagonitzés la pel·lícula. Gilbert ja havia signat Jurgens per protagonitzar la pel·lícula, així que Davis va suggerir que interpretés el vagabund. El càsting de Jurgens i Welles es va anunciar al setembre. La tarifa de Jurgen va ser de 55.000 £.
El títol original era Night Ferry to Hong Kong . La pel·lícula va tenir un dels pressupostos més grans de la història de Rank.

### Rodatge
Lewis Gilbert va descriure El ferri de Hong Kong com "la meva pel·lícula de malson". Orson Welles, va dir, "mai es va preocupar pels seus companys actors, mai es va preocupar pel director". Deia que "tot anava malament amb la pel·lícula, principalment Orson Welles".
Orson Welles va dir que només faria la pel·lícula si es convertís en una comèdia. Això va provocar enfrontaments amb Jurgens que va interpretar el material directament mentre que Welles va actuar com si fos una farsa. Gilbert deia que sabia que la pel·lícula tenia problemes quan va conèixer Welles, i aquest li va dir que la pel·lícula era una comèdia. Confirma que Welles i Jurgens "s'odiaven", afirmant que Welles odiava Jurgens pel seu aspecte, popularitat i pel fet que era alemany, i pensava que Jurgens odiava Welles perquè estava gelós de la reputació de Welles. Gilbert deia que la seva mala relació va significar que tindria problemes per aconseguir les dues estrelles en la mateixa pel·lícula.
El rodatge va començar el 10 de novembre de 1958. La pel·lícula es va rodar íntegrament a la seva ubicació. A Hong Kong, l'equip de producció va comprar un vaixell que es podia convertir en un vaixell de vapor i va utilitzar mà d'obra local per construir un escenari d'estudi a mida completa i una grua per a la càmera CinemaScope. La pel·lícula es va rodar amb pistes guia i cada línia de diàleg es va tornar a gravar i tornar a sincronitzar a Pinewood. Welles va insistir a portar un nas fals i, en un moment donat, va aguantar el rodatge durant dos dies mentre podia trobar-li el nas. Gilbert deia que Welles odiava actuar i que era una "batalla per posar-lo a terra" cada dia.

## Recepció
La pel·lícula va rebre males crítiques a Anglaterra i va ser un desastre a la taquilla. Gilbert explicava que la pel·lícula "no va anar gaire malament" a França i Alemanya, però va fracassar a Anglaterra i Amèrica.

### Crítica
El Los Angeles Times ho va qualificar de "una comèdia-drama molt divertida".
Variety va dir que "l'aspecte més fascinant d'aquesta porció de "meller-hokum" és la manera com Orson Welles ha enganyat clarament al director Lewis Gilbert; Welles sembla que se li va permetre escriure el seu propi diàleg i donar la seva pròpia interpretació del seu paper. El resultat és una exageració que podria haver estat divertida durant uns quants minuts, però, al final, es torna grotesc; de caricatura".